# 2009年ワシントンメトロ列車衝突事故

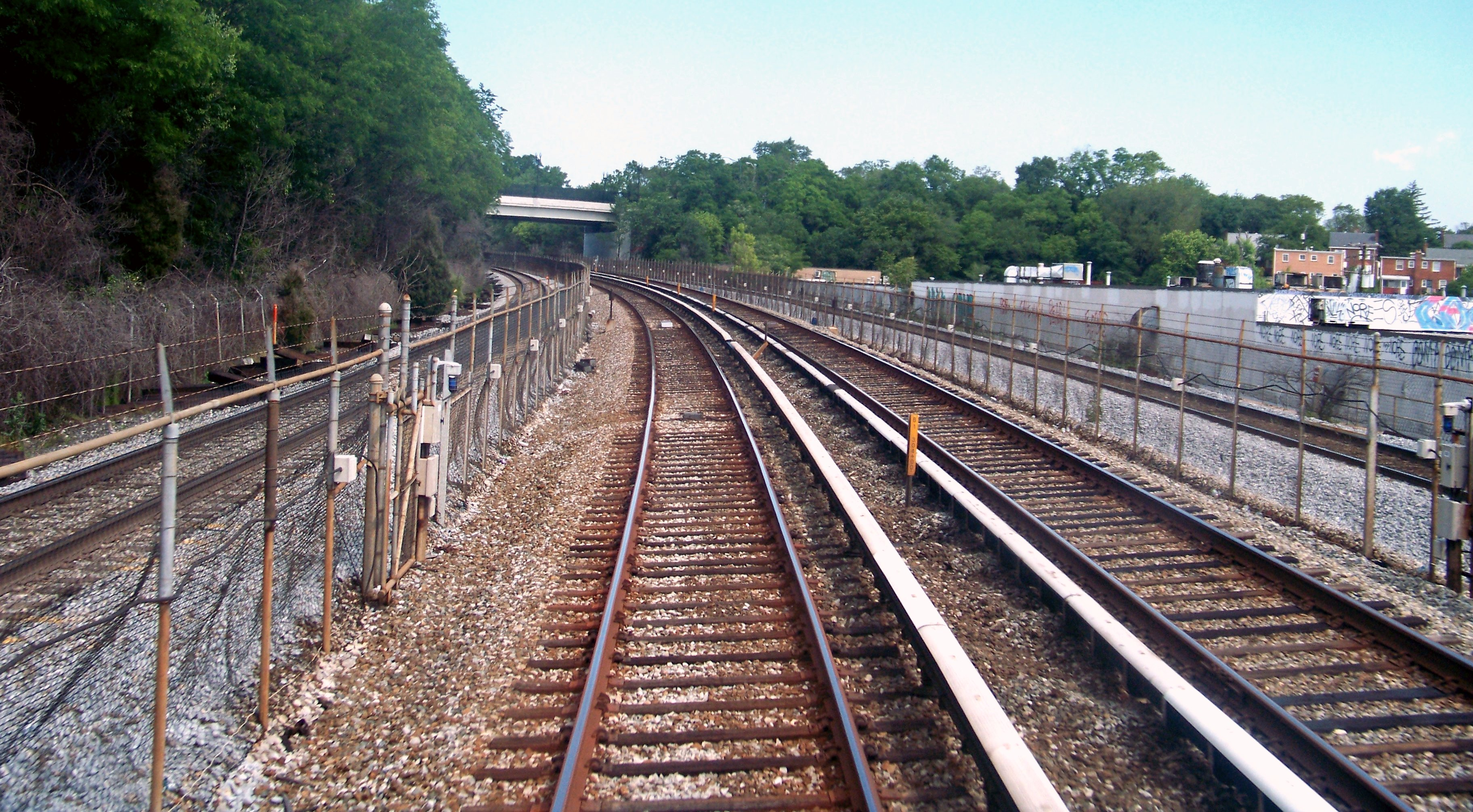
列車から見た事故現場（2008年6月1日）

2009年ワシントンメトロ列車衝突事故（2009年ワシントンメトロれっしゃしょうとつじこ）は、アメリカ合衆国ワシントンD.C.のノースイースト (Northeast) で2009年6月22日の午後のラッシュ時に発生した、ワシントンメトロのレッドラインの南行き列車同士の事故である。走行していた列車が前方に停車していた列車に追突し、追突した列車の先頭車が停車していた列車の最後部にめり込んだことで、追突した列車の運転士と乗客8人が死亡した。
数名の乗客が数時間にわたり閉じ込められ、80人が負傷した。

## 概要
東部夏時間の2009年6月22日月曜日午後5時3分（世界協定時21時3分、日本標準時翌6時3分）、レッドラインの南行き列車が別の南行き列車に追突した。グレンモント駅 (Glenmont) からシェイディ・グローブ駅 (Shady Grove) へ運行していた第112列車が、タコマ駅 (Takoma) とフォート・トッテン駅 (Fort Totten) の間で停車していた第214列車の後尾に追突し、第112列車の先頭にいた運転士を含む少なくとも9人が死亡した。第112列車の先頭車両は、第214列車の最後尾の車両にめり込み、多くの人が車内に閉じ込められて救難要員が梯子を使って救出しなければならなかった。100人以上が負傷し、このうち数十人は自力で歩ける程度であった。レッドラインの運行はフォート・トッテン駅とタコマ駅の間で中止され、またニューハンプシャー通り (New Hampshire Avenue) が通行止めとなった。生存者は事故の様子を「コンクリートの壁に衝突したようであった」と表現し、また車内は煙と埃で満ちて、すぐにドアが開かなかったときには乗客にパニックが起きていたとしている。
ワシントンD.C.の消防局長デニス・ルービン (Dennis Rubin) は当初運転士を含め死者は4人で負傷者は74人、14人は中程度で6人は重症としていた。死者のうち5人は列車の残骸の中で発見され、6月23日の朝に現地から搬出された（クレーンで残骸を撤去する過程で遺体が発見された）。合計9人の死者が確認された。追突した列車の運転士が事故で死亡し、他の8人の乗客の死者は両方の列車に分散していた。

## 調査
ワシントン首都圏交通局 (WMATA: Washington Metropolitan Area Transit Authority) のゼネラルマネージャーであるジョン・ケイトー (John Catoe) は、事故の原因は不明であるが「鉄道網は安全である」と述べた。国家運輸安全委員会 (NTSB) が調査を開始した。NTSBのデビー・ハースマン (Debbie Hersman) によれば、午後のラッシュの方向とは逆向きのワシントン方面に向かっている列車であったため、ラッシュ時の列車としてはあまり混雑していなかった。
事故調査官は、運転士のミスやブレーキの故障、コンピュータ化された信号システムの欠陥やこれら3つの組み合わせなど、事故の原因の可能性を調査している。ラッシュ時の運行では、列車は加速と減速を制御するコンピュータによって運行しており、いかなる衝突も自動的に防がれるはずであった。しかしながら、このシステムは少なくとも過去に1回衝突事故を防ぐことに失敗している。列車には事故が迫った際に運転士が掛けることのできる手動の非常ブレーキが備えられていた。そして関係者によれば手動でブレーキが掛けられていたとしている 。ブレーキシステムが故障していたか、あるいは運転士がブレーキを掛けたのが遅すぎた可能性がある。追突した列車の先頭車は定期ブレーキ検査の期限を2ヶ月過ぎていた。
6月22日の夜の記者会見でケイトーは、停車していた列車の最後尾の車両は2001年に営業を開始したCAF製5000系車両で、追突した列車の先頭車両はロー・インダストリー (Rohr) 製1000系車両であると述べた。1000系車両はワシントンメトロが最初に開業した1976年に運行を開始しており、1990年代にアンサルドブレーダで直流モーター制御から交流モーター制御に更新され、内装を改装されている。

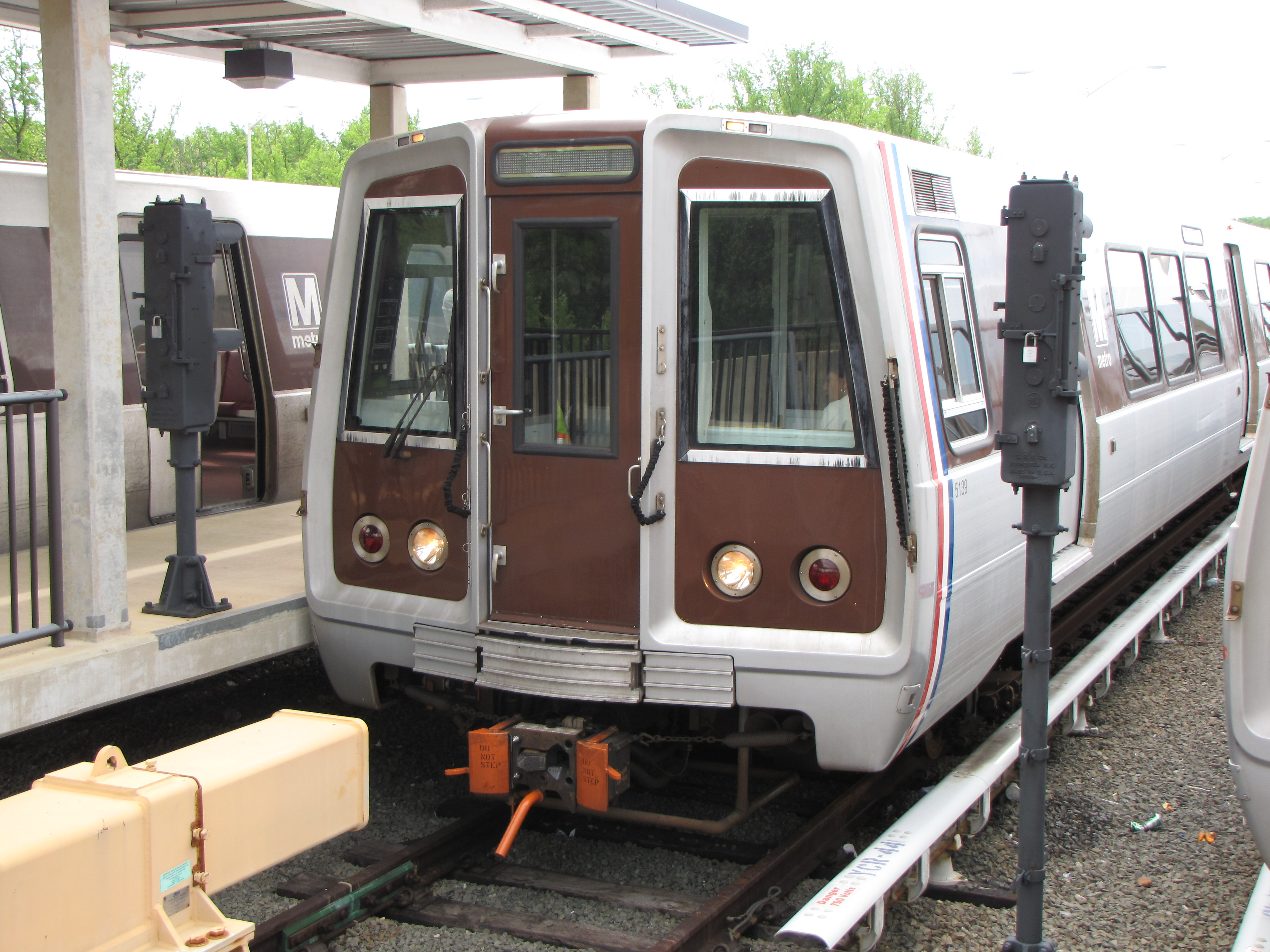
ブランチ・アベニュー基地にいる5000系車両

2006年にNTSBは1000系車両は「破滅的なめり込み型の衝突事故に対して脆弱で、前後方向の衝突で旅客の生存スペースが完全に無くなってしまう」と述べていた。2004年にウッドリー・パーク・ズー/アダムス・モーガン駅 (Woodley Park–Zoo/Adams Morgan) で起きた1000系車両が他の車両にめり込んだ事故の後、NTSBは全ての1000系車両の改良を推奨していた。1000系車両には事故時に車両が乗り上げてめり込んでしまうのを防ぐアンチクライマーが装備されていたが、なぜこの装備が意図していた機能をこれまで発揮できずにいたのかは分かっていない。2006年のプレス発表で、NTSBは1000系車両の早急な運用終了を求め、あるいは6000系車両に匹敵する耐衝撃性衝突保護を備えるように早急に改造することを求めていた。これに加え、1000系車両は事故の際に原因を分析するために用いるデータレコーダーを備えていない。記者会見中、ケイトーは「1000系車両の使用を中断する現時点での根拠は無い」と述べた。WMATAは後に、追突した列車の全ての車両は1000系車両であると確認した。
6月24日、WMATAは調査が進展しても数週間から数ヶ月にわたって原因は究明できそうにないとするプレスリリースを発行した。
事故の24時間後、NTSBは、運転士が手動で非常ブレーキを作動させていたことを示唆する証拠を確認した。これに加えて、追突した列車は自動運転モードになっており、ソフトウェアが列車を停止させられるはずであった。
NTSBの調査によれば112列車が故障した回路内で停止したため、自動列車制御装置（ATC）が車両を感知できなくなっていたと判明した。そのため、ATCは214列車に55マイル毎時 (89 km/h)で走行するように指示した。214列車の運転士は112列車を目視した後に緊急ブレーキを作動させたが、衝突を回避できるだけの時間が無かった。

## 対処
事故後すぐに、消防士と救急隊員がタコマ駅 (en:Takoma (Washington Metro)) に出動し、そのすぐ後に実際の事故現場に到着した。消防局長のルービンは、最初の9-1-1通報（日本の119番通報に相当）では事故の規模が小さく伝えられ、消防士が現場に到着した後に大規模事故対処チームが派遣されたと述べた。2時間以内に3回の出動警報に応答して200人以上の消防士が現場に派遣された。救助関係者は6月22日の夜を通して活動し、クレーンと救助用重機材を用いて閉じ込められた旅客を救出し、遺体を捜索した。
ブッシュ前政権で国土安全保障省の関係者であり、今はジョージ・ワシントン大学で国土安全保障政策の研究をしているダニエル・カニエフスキ (Daniel Kaniewski) によれば、緊急事態への対処は「冷静で秩序だったもの」であり、アメリカ同時多発テロ事件以後アメリカの緊急事態への対処が様々な事件を通じて大きく改善されたことを示しているとしている。

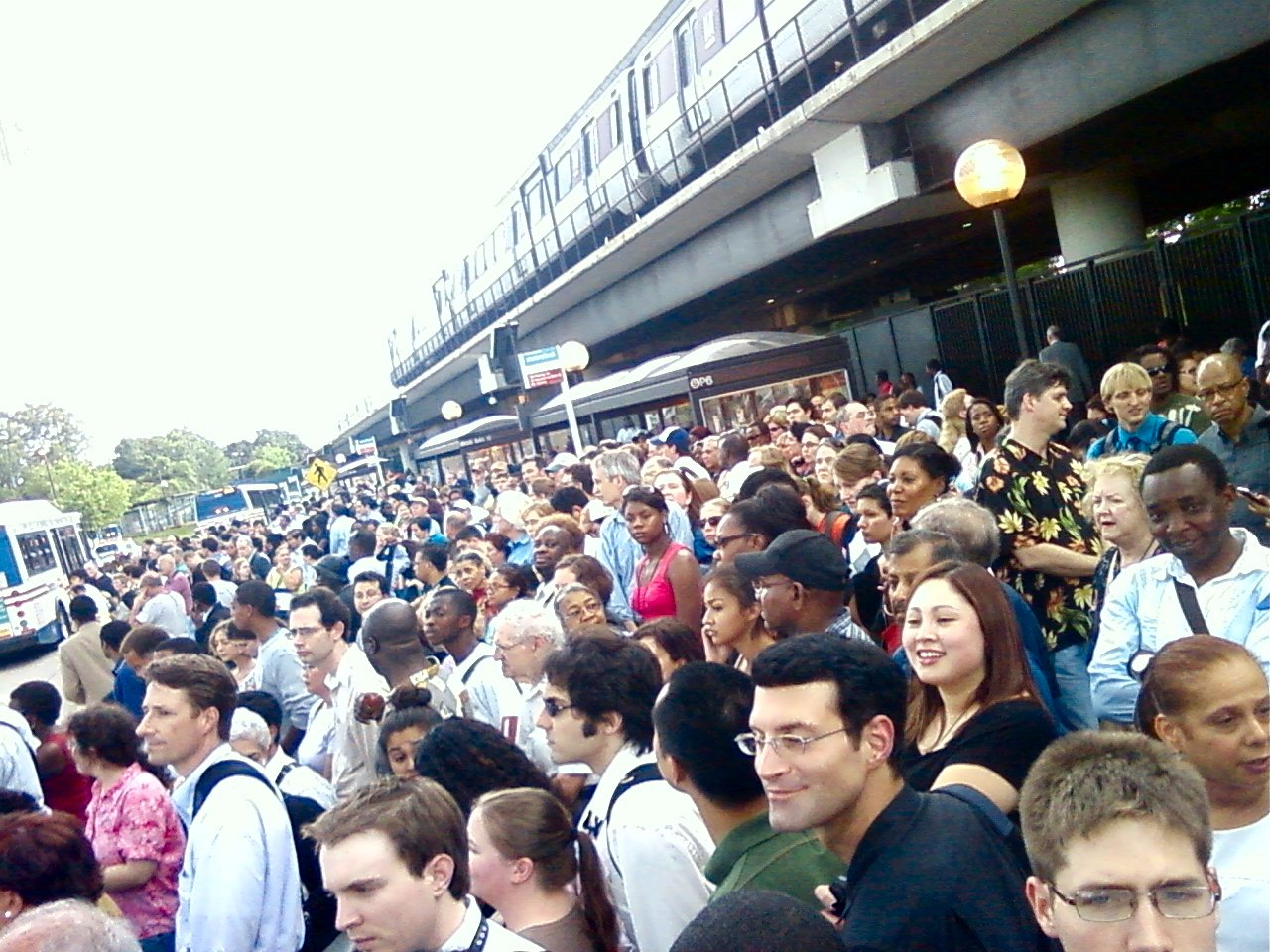
事故の日の夕方、ロード・アイランド・アベニュー-ブレントウッド駅で代行バスへの乗車を待っている通勤客。事故によりグレンモント行き列車から乗客は降ろされ、ロード・アイランド・アベニュー駅まで戻ってそこからシルバースプリング駅まで代行バスに乗車した。

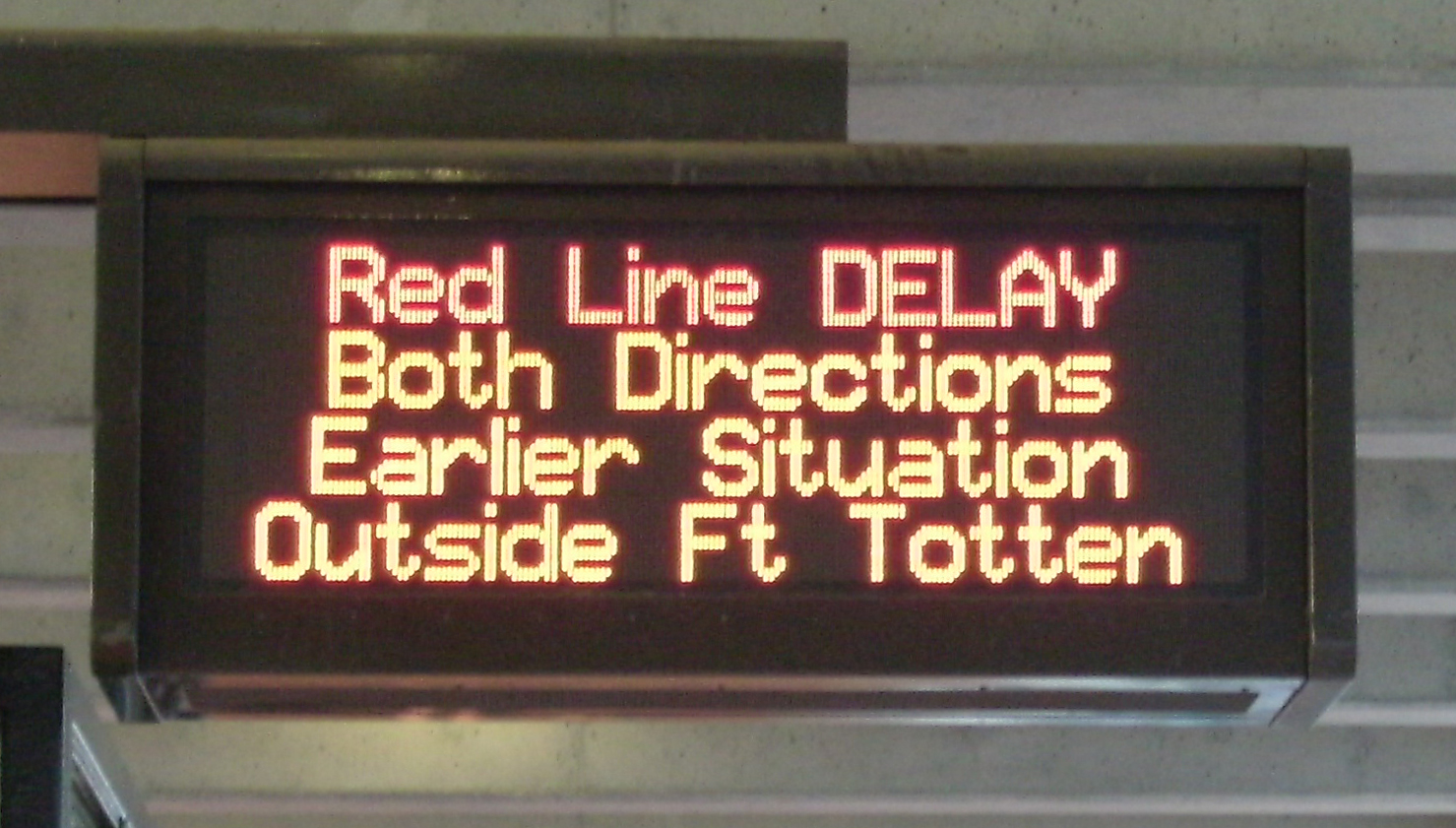
事故から1日以上経ってもレッドラインの遅れは続いている。

## 運行中止
事故により、調査と残骸の除去が完了するまでシルバー・スプリング駅 (Silver Spring) とロード・アイランド・アベニュー-ブレントウッド駅 (Rhode Island Avenue – Brentwood) の間で運行が中止された。少なくとも6月23日中はこの区間は不通のままとみられている。アムトラックとMARC（MARC Train、メリーランド州の通勤輸送列車）も事故現場の脇の線路を通っているので、ワシントン市長のアドリアン・フェンティ (Adrian Fenty) は「東海岸全域が大きく影響されるだろう」と述べた。閉鎖された区間を代行するためにバスが運行されているが、通勤圏は大きく影響を受けている。アメリカ連邦政府はワシントン首都圏地域で働いている連邦職員を、6月23日には可能であればテレワークにしようとしている。運行再開後はレッドラインはとても混雑することが予想されており、当局は乗客に対して代行バスを利用することを推奨している。事故で影響を受けた駅間を結ぶ代行バスは長時間の遅れが見込まれている。

## 装備
追突した第112列車は全て1000系の、1079、1078、1071、1070、1130、1131番で構成されていた。停車していた第214列車はアンサルドブレーダ製3000系と、5000系からなる3036、3037、3257、3256、5067、5066番で構成されていた。ワシントンの中央コンピュータシステムと通信しながら自動的に運転する自動列車運転装置 (ATO) および自動列車制御装置 (ATC) という車上装置によって制御されていた。

## 巻き込まれた有名人
- デービッド・F・ウェアリー (David F. Wherley) コロンビア特別区空軍州兵退役少将 - アメリカ同時多発テロに際して戦闘機に緊急発進を命じたことで知られる[28]。事故により亡くなった。